# Dasypoda leucoura
Dasypoda leucoura är en biart som beskrevs av Rudow 1882. Dasypoda leucoura ingår i släktet byxbin, och familjen sommarbin. Inga underarter finns listade i Catalogue of Life.